# 한국풋살연맹
한국풋살연맹은 대한민국에서 풋살을 관장하는 단체이다.